# 鷹司氏
鷹司氏（たかつかさし）は、武家のひとつ。本姓は藤原氏。家系は近衛家の分家筋で五摂家のひとつで公家の鷹司家の一門であったが、後に武家となった。

## 美濃国・長瀬城主
もとは公家であったとされるが、『尊卑分脈』ではルーツを確認できない。
鷹司冬基が美濃守護であった土岐頼忠の息女を正室としたことで、冬基は土岐氏の縁戚となり、美濃国大野郡長瀬村を知行して長瀬城主となった。
冬基の子であろう鷹司冬明の代に、冬明の弟（冬基の養子説あり）の鷹司政光（正光）との間で内紛が起こると、冬明は守護の土岐頼芸の後援を受けたのに対して、政光は守護代斎藤道三の後援を得て、兄を敗死させた。
土岐頼芸が尾張に追放された後、旧守護たる頼芸を奉じた尾張の実力者織田信秀が美濃に侵攻し、迎撃の陣にいた政光は織田勢により討ち取られた。政光の子は幼少のため、斎藤家臣の今井氏の養子となり子孫は今井姓を称したとされている。菩提寺は長瀬村（現・揖斐川町谷汲長瀬）の長山寺。
江戸時代の武家で、醍醐家の諸大夫であった高津氏は、冬明の子孫を称している。ただしこちらも、鷹司家の家系図等からの確認はできない。